# Westerveld (gemeente)

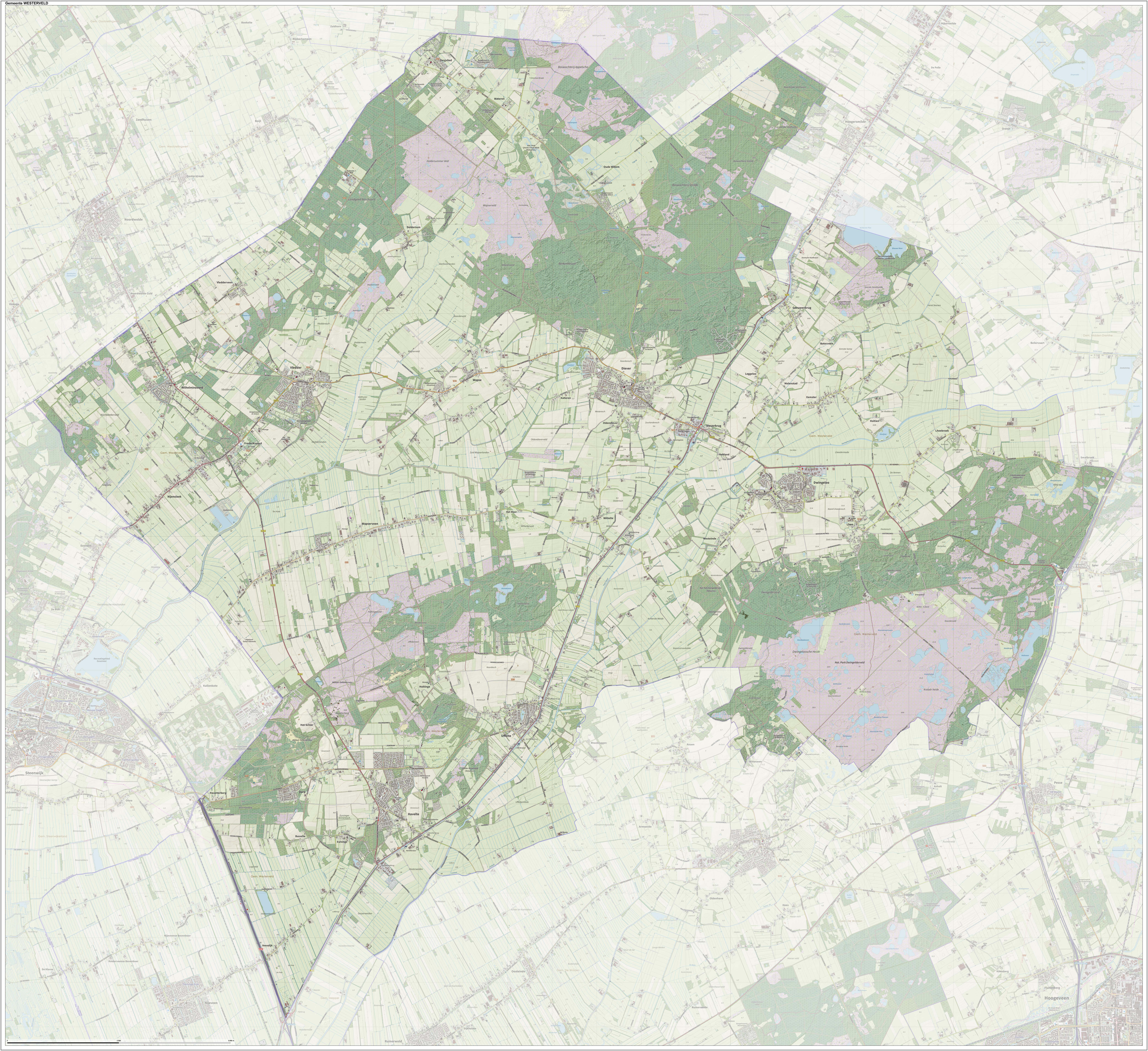
Topografische gemeentekaart van Westerveld, per september 2022

Westerveld (uitspraakⓘ) is een gemeente in het zuidwesten van de provincie Drenthe. De gemeente is na een gemeentelijke herindeling in 1998 ontstaan uit de gemeenten Havelte, Diever, Dwingeloo en Vledder. Op 22 november 2024 telde de gemeente 20.003 inwoners (bron: CBS) op een oppervlakte van 283 km². Daarmee is de gemeente een van de dunst bevolkte gemeenten van Nederland.

## Historie
De indeling van de voormalige gemeenten Diever, Dwingeloo, Havelte en Vledder gaat terug tot de late Middeleeuwen, waarin kerkelijke parochies ontstonden. Deze kerspelen, Drenthe telde er 40 van, bestonden uit één of meerdere dorpen met een eigen marke. Iedere marke kende zijn eigen gekozen bestuur dat werd voorgezeten door een schulte. Deze schulte bekleedde de plaats van de huidige burgemeester, officier van justitie en notaris. Vanaf het moment dat de Franse wetgeving van kracht werd, met daarin de eerste Nederlandse Gemeentewet, werden Dwingeloo en Havelte zelfstandige gemeenten. Diever en Vledder vormden één gemeente welke in 1819 werd gesplitst. Wapserveen behoorde tot 1814 bij Diever en daarna bij Havelte.

## Kernen
De grootste kernen zijn Havelte, Diever, Dwingeloo en Vledder. Dat waren voor 1998 de hoofdplaatsen van de vier toenmalige gemeenten. Het gemeentehuis van Westerveld staat in Diever.
| Woonplaats (BAG) | Inwoners 2023 |
| ---------------- | ------------- |
| Boschoord        | 225           |
| Darp             | 595           |
| Diever           | 2.850         |
| Dieverbrug       | 265           |
| Doldersum        | 120           |
| Dwingeloo        | 4.050         |
| Frederiksoord    | 285           |
| Geeuwenbrug      | onbekend      |
| Havelte          | 3.840         |
| Havelterberg     | 190           |
| Nijensleek       | 550           |
| Pesse            | 1.650         |
| Uffelte          | 1.440         |
| Vledder          | 2.005         |
| Vledderveen      | 350           |
| Wapse            | 645           |
| Wapserveen       | 820           |
| Wateren          | 280           |
| Wilhelminaoord   | 955           |
| Wittelte         | 130           |
| Zorgvlied        | 195           |

Overige kernen
- Eemster
- Leggeloo
- Lhee
- Lheebroek
- Westeinde

## Politiek

### College van burgemeester en wethouders
Na de gemeenteraadsverkiezingen in 2022 is een college van B&W gevormd bestaande uit DSW, VVD en CDA. 
- Burgemeester: Jouke Spoelstra - CDA
- Wethouder: Jacob T. Boonstra - CDA - 1e loco (per 8 juni 2022)
- Wethouder: Alfred Schoenmaker - DSW - 2e loco (per 22 april 2024)
- Wethouder: Renate Den Hollander - VVD - 3e loco (per 16 januari 2024)

### Gemeenteraad
De gemeenteraad van Westerveld bestaat uit 17 zetels. Hieronder staat de samenstelling van de gemeenteraad sinds 1998:
| Gemeenteraadszetels     | Gemeenteraadszetels | Gemeenteraadszetels | Gemeenteraadszetels | Gemeenteraadszetels | Gemeenteraadszetels | Gemeenteraadszetels | Gemeenteraadszetels |
| Partij                  | 1998                | 2002                | 2006                | 2010                | 2014                | 2018                | 2022                |
| ----------------------- | ------------------- | ------------------- | ------------------- | ------------------- | ------------------- | ------------------- | ------------------- |
| DSSW/DSW                | -                   | -                   | -                   | 3                   | 2                   | 32                  | 4                   |
| Progressief Westerveld1 | 1                   | 2                   | 3                   | 3                   | 3                   | 4                   | 3                   |
| VVD                     | 4                   | 4                   | 3                   | 4                   | 3                   | 3                   | 3                   |
| Gemeentebelangen        | 4                   | 4                   | 3                   | 3                   | 2                   | 3                   | 2                   |
| PvdA                    | 5                   | 4                   | 5                   | 2                   | 3                   | 2                   | 2                   |
| CDA                     | 3                   | 3                   | 3                   | 2                   | 3                   | 2                   | 2                   |
| D66                     | -                   | -                   | -                   | -                   | -                   | -                   | 1                   |
| Sterk Westerveld        | -                   | -                   | -                   | -                   | 1                   | -2                  | -                   |
| Totaal                  | 17                  | 17                  | 17                  | 17                  | 17                  | 17                  | 17                  |

1 Progressief Westerveld wordt gevormd door D66 en GroenLinks en lokale leden. In 2022 namen ze deel als Progressief Westerveld/GroenLinks.

2 DSW is gevormd als een combinatie van DSSW (Duurzaam Sociaal Sportief Westerveld) en Sterk Westerveld

## Bezienswaardigheden
- Vele monumentale boerderijen, kerken en molens;
- diverse brinken;
- hunebedden D52, D53 en D54;
- tientallen grafheuvels;
- veel natuurschoon in de omgeving waaronder:
  - heidevelden, bossen en zandverstuivingen
  - twee nationale parken en enkele nationale landschappen:
    - Nationaal Park Dwingelderveld, 4000 hectare natuurgebied met bezoekerscentrum;
    - Nationaal Park Drents-Friese Wold, 6000 hectare groot natuurgebied;
    - Natura 2000-gebied Holtingerveld;
- Vlinderparadijs Papiliorama;
- verschillende musea;
- Maatschappij van Weldadigheid (Frederiksoord/ Wilhelminaoord);
- radiotelescoop van Dwingeloo;
- Archeologisch Centrum West-Drenthe in Diever.

## Monumenten
De gemeente Westerveld heeft zeven gebieden die zijn aangewezen als beschermd dorpsgezicht:
- Havelte, dorp Oud
- Havelte omgeving Hervormde Kerk
- Havelte, Eursinge
- Havelte, Van Helomaweg
- Dwingeloo, kern
- Dwingeloo, Westeinde
- Frederiksoord-Wilhelminaoord

Daarnaast heeft de gemeente een aantal rijksmonumenten, gemeentelijke monumenten en oorlogsmonumenten, zie:
- Lijst van rijksmonumenten in Westerveld
- Lijst van oorlogsmonumenten in Westerveld
- Lijst van gemeentelijke monumenten in Westerveld

## Kunst in de openbare ruimte
In de gemeente zijn diverse beelden, sculpturen en objecten geplaatst in de openbare ruimte:

## Aangrenzende gemeenten
| Aangrenzende gemeenten | Aangrenzende gemeenten | Aangrenzende gemeenten | Aangrenzende gemeenten | Aangrenzende gemeenten |
| ---------------------- | ---------------------- | ---------------------- | ---------------------- | ---------------------- |
| Weststellingwerf (Fr)  |                        | Ooststellingwerf (Fr)  |                        |                        |
|                        |                        |                        |                        |                        |
| Steenwijkerland (O)    | Midden-Drenthe         |                        |                        |                        |
|                        |                        |                        |                        |                        |
| Meppel                 |                        | De Wolden              |                        | Hoogeveen              |